# Kenton Campbell
Albert Kenton Campbell, detto Dutch (10 giugno 1926 – Maitland, 6 ottobre 1999), è stato un cestista statunitense, professionista nella NBL.

## Carriera
Giocò una stagione nella NBL, disputando 14 partite con 5,0 punti di media.

## Palmarès
- Campione NIT (1946)
- Campione NCAA (1948)